# Piger (film)
|  | Denne artikel er oprettet af botten Steenthbot ud fra en ekstern database. Den kan derfor have sproglige fejl eller mangler. Denne skabelon kan fjernes efter kontrol af indholdet. |

Piger er en dansk kortfilm fra 1988 instrueret af Anne Franck efter eget manuskript.

## Handling
10-årige Anna tuller lidt omkring i sin sommerferie og bliver veninde med Rosa, der er lidt ældre. Vil venindeforholdet holde, når ferien er forbi? Da skolen begynder, får Annas klasse en ny pige, Eva, som bliver udsat for drilleri og små-mobning. Anna tager sig af hende. En stemningsbeskrivelse af piger i en alder, hvor veninderne og sammenholdet betyder alt. Filmen er en redigeret udgave af en tv-serie i to dele